# UBS

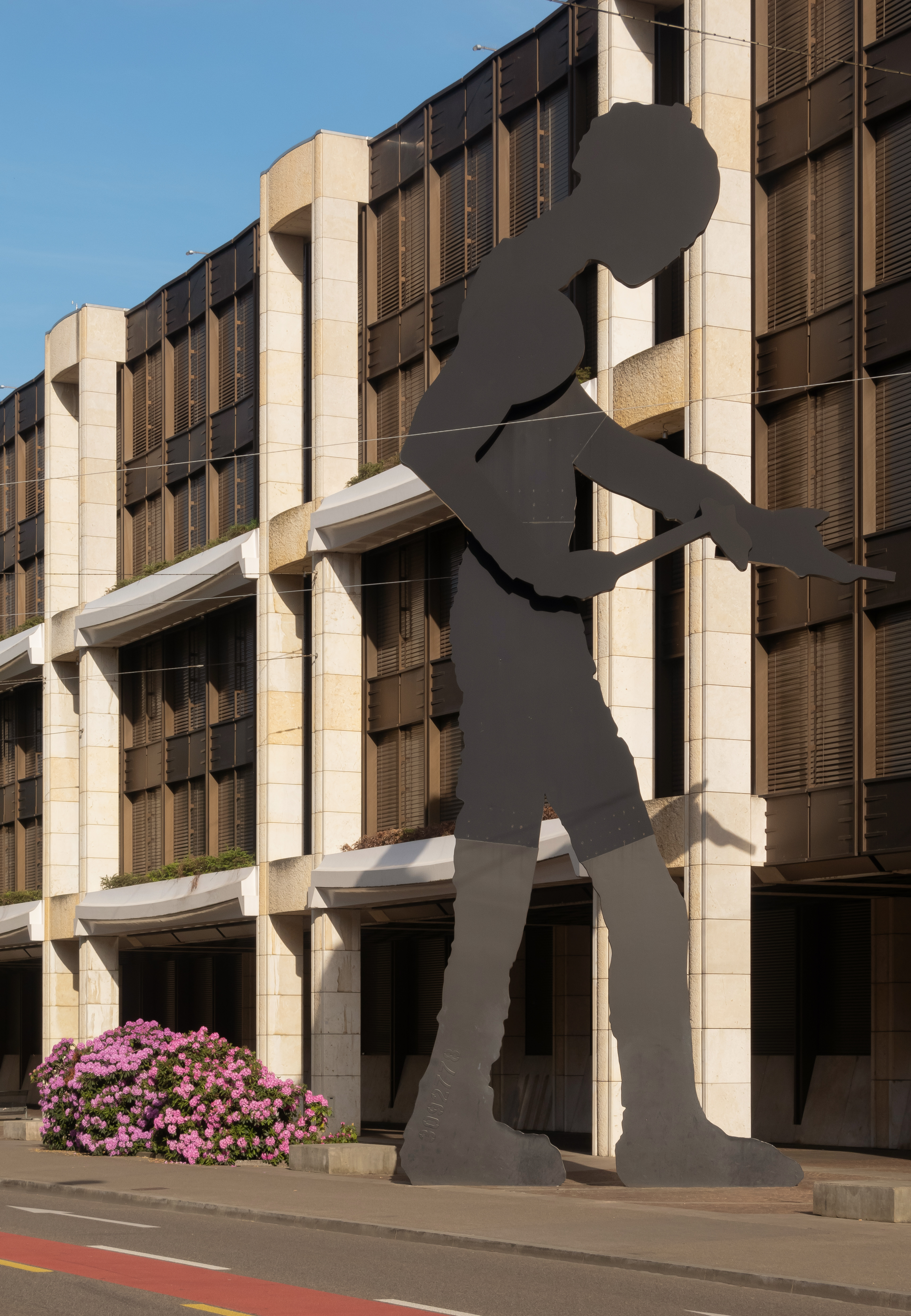
Kinetische sculptuur voor UBSbank

UBS AG is een Zwitserse bank met hoofdkantoren in Zürich en Bazel. UBS Group AG werd opgericht op 10 juni 2014 en werd de moedermaatschappij van de bank UBS.

## Activiteiten
De bank heeft drie hoofdactiviteiten, het is een traditionele bank in Zwitserland en verder biedt het vermogensbeheer- en investment banking diensten aan aan klanten wereldwijd. In 2024 had de bank 108.000 medewerkers in dienst, verdeeld over 50 landen en waarvan ongeveer 1/3 in Zwitserland.
De bank is genoteerd aan de Zwitserse beurs SWX Swiss Exchange en aan de NYSE.

### Resultaten
Hieronder een tabel met de belangrijkste financiële resultaten van de Zwitserse financiële groep. 
| Jaar | Totaal inkomsten           | Mutatie voorzieningen kredieten | Netto- resultaat           | Balans totaal (× miljard) | Werk- nemers |
| Jaar | (×US$ miljoen (vanaf 2020) | (×US$ miljoen (vanaf 2020)      | (×US$ miljoen (vanaf 2020) | Balans totaal (× miljard) | Werk- nemers |
| ---- | -------------------------- | ------------------------------- | -------------------------- | ------------------------- | ------------ |
| 2010 | 31.994                     |                                 | 7534                       | 1317                      | 64.617       |
| 2015 | 30.605                     |                                 | 6203                       | 943                       | 60.099       |
| 2020 | 33.084                     | 694                             | 6557                       | 1126                      | 71.551       |
| 2021 | 35.393                     | −148                            | 7457                       | 1117                      | 71.385       |
| 2022 | 34.563                     | 29                              | 7630                       | 1104                      | 72.597       |
| 2023 | 40.834                     | 1037                            | 29.027                     | 1718                      | 107.355      |
| 2024 | 48.611                     | 551                             | 5085                       | 1565                      | 108.648      |

## Geschiedenis
De bank heeft een geschiedenis van meer dan 160 jaar. De officiële oprichtingsdatum ligt in april 1862, toen de Bank in Winterthur werd opgericht. In 1912 fuseerde deze bank met de Toggenburger Bank en de twee gingen verder samen als Schweizerische Bankgesellschaft. De huidige bank is ontstaan in 1998 door de fusie van de Schweizerische Bankgesellschaft (SBG, in het Frans en Italiaans afgekort als UBS, ontstaan in 1912) en de Schweizerischer Bankverein (SBV, ontstaan in 1897).
In 2000 werd het Amerikaanse bedrijf PaineWebber overgenomen. PaineWebber was opgericht in 1879 en is actief als vermogensbeheerder en broker.
UBS betaalde US$ 10,8 miljard voor het bedrijf in geld en aandelen en verstevigde hiermee de positie in Noord-Amerika. PaineWebber telde toen 8500 medewerkers en had zo'n US$ 450 miljard aan vermogen onder beheer. In de Verenigde Staten was het de op drie na de grootste broker, na Merrill Lynch, Morgan Stanley Dean Witter & Co. en Citigroup's Salomon Smith Barney. Voor de overname telde UBS toen 49.000 medewerkers en had ongeveer US$ 1000 miljard onder beheer.
In 2006 boekte UBS een winst van 12,3 miljard frank (€ 7,7 miljard). In 2007 was dit omgeslagen in een verlies van 4,4 miljard Zwitserse frank (omgerekend € 2,7 miljard) mede als gevolg van de hypotheekcrisis in de Verenigde Staten, waardoor de UBS zeer grote afschrijvingen moest plegen op beleggingen in de hypothecaire sfeer.
Begin april 2008 deelde UBS mee te verwachten over het eerste kwartaal van 2008 € 12 miljard te moeten afschrijven en daardoor over deze periode een nettoverlies van € 7,6 miljard te zullen lijden. Eveneens deelde men mee voor € 9,5 miljard aan nieuwe aandelen te willen uitgeven. Ook aan deze nieuwe financiële tegenvallers ligt de hypotheekcrisis ten grondslag. UBS is een van de zwaarst hierdoor getroffen banken. Naar aanleiding van deze negatieve berichten trad de voorzitter van de raad van commissarissen, Marcel Ospel, af.
Op 1 november 2020 werd Ralph Hamers bestuursvoorzitter bij UBS. Per 5 april 2023, kort na de overname van Credit Suisse door UBS, werd hij opgevolgd door de Zwitser Sergio Ermotti.
In maart 2023 nam UBS de noodlijdende concurrent Credit Suisse over voor € 3 miljard. Door de overname zal het totaal beheerd vermogen boven de US$ 5000 miljard uitkomen. UBS verwacht dat de combinatie van de twee zal leiden tot een forse reductie van de kosten, in 2027 moeten de kosten met US$ 8 miljard zijn gedaald mede door het vertrek van medewerkers. De overname wordt volledig in aandelen gedaan, de Credit Suisse aandeelhouder krijgt voor 22,48 aandelen Credit Suisse één aandeel UBS. Tegen de slotkoersen van vrijdag 17 maart is dit ongeveer 0,76 Zwitserse frank per Credit Suisse aandeel. Voor deze transactie is geen toestemming van de UBS aandeelhouders nodig. Deze deal is mede onder druk van de Zwitserse toezichthouders en centrale bank tot stand gekomen, waardoor deze ook geen toestemming meer hoeven te verlenen. Deze partijen hebben zich garant gesteld voor mogelijke verliezen die nog mogen blijken bij Credit Suisse. De overname werd op 12 juni 2023 afgerond. In het financiële verslag over het 2e kwartaal 2023, berekende UBS de nettowaarde van bezittingen en schulden van Credit Suisse op US$ 32,8 miljard waardoor een badwill van US$ 28,9 miljard resteerde. De badwill verhoogde de kwartaalwinst en daarmee het eigen vermogen van UBS. Direct na de overname is een programma gestart om de activiteiten van de twee banken te integreren en te stroomlijnen. Dit proces moet in 2026 zijn afgerond en een besparing opleveren van US$ 7,5 miljard ten opzichte van het basisjaar 2022.